# Sint-Vituskerk (Hilversum)
De Sint-Vituskerk is een rooms-katholieke aan Sint-Vitus gewijde kerk in Hilversum. Deze neogotische kerk van Pierre Cuypers is bestemd voor 1.800 mensen en stamt uit 1892. De kerk is nu een rijksmonument, en is gerestaureerd van 2003 t/m 2010. De toren is 98 m hoog en daarmee de hoogste neogotische kerktoren van Nederland.

## Geschiedenis
De voorganger van deze kerk, eveneens Sint-Vituskerk geheten en op dezelfde plaats gebouwd, bleek in 1887 te klein om alle parochianen onderdak te bieden. Architect dr. P.J.H. (Pierre) Cuypers, die in die tijd vele kerken bouwde, werd gevraagd een ontwerp te maken voor een nieuw gebouw. De kosten waren zo'n 225.000 gulden voor de kerk en pastorie. Voor deze kerk waren twee ontwerpen gemaakt, het eerste voor een pastorie en kerk zonder toren, maar met een doopkapel en catechismuskamer, het tweede voor een pastorie en kerk met een toren, maar zonder doopkapel en catechismuskamer. Aan de ontwerpen werd in belangrijke mate bijgedragen door Cuypers' zoon Jos Cuypers, al is niet te achterhalen wat zijn bijdragen precies zijn geweest, aangezien beide architecten indertijd eenzelfde stijl hanteerden.
Omdat de aanbesteding niet zo gunstig uitviel, durfde het kerkbestuur het ontwerp met de toren niet te accepteren. Daarom werd besloten de pastorie en de kerk zonder toren te bouwen, maar mét doopkapel en cathechismuskamer.
De bouw van de kerk verliep voorspoedig. Opzichter was Karel de Bazel, de later bekende architect. Op 12 mei 1891 werd de eerste steen geplaatst. Na de Hoogmis in de noodkerk, werden de perkamenten oorkonden samen met de bouwtekeningen en zilveren en koperen munten uit die tijd, in een loden bus gedaan en gemetseld in een holle ruimte achter de eerste steen in de voet van de bakstenen triomfboog.
Velen waren teleurgesteld dat de bouw van de toren niet doorging. Daarop belegden enige invloedrijke parochianen, waaronder Jacob Peet Jz., bekende erfgooier en wethouder van Hilversum en Johannes Geradts, oprichter van het dagblad De Gooi- en Eemlander, een vergadering waarin ze besloten de katholieke penningvereeniging op te richten, die zou proberen ook de bouw van de toren mogelijk te maken. De verwachting werd overtroffen, er kon een bedrag van 71.368,57 gulden aan het kerkbestuur worden overgemaakt waardoor de bouw van de toren een feit werd. Met 98 meter is dit de hoogste neogotische toren van Nederland.
Op 5 september 1892 werd de kerk geconsacreerd door de aartsbisschop van Utrecht, P.M. Snickers. Op donderdagmorgen 8 september, de feestdag van Maria-Geboorte, werd de kerk officieel in gebruik genomen.

## Architectuur
De kerk vormt een hoogtepunt in de latere periode uit de carrière van Cuypers, en is een van zijn grootste kerken. Het schip is voor het grootste deel vijfbeukig. De lichtbeuk bestaat uit een serie topgevels met driepasvensters, een type venster dat Cuypers in zijn latere werk veelvuldig toepaste en die hij ontleende aan de Engelse gotiek. Een ander typisch kenmerk van zijn latere werk is het gebruik van twee verschillende kleuren baksteen voor het exterieur, waarbij door de lichtere baksteen decoratieve horizontale lijnen worden gevormd.
Bij beklimming van de toren komt men eerst op de koorzolder (10 meter), vervolgens op de uurwerkzolder (21 m), de luidklokkenzolder (31 m) en ten slotte bij de vloer onder de houten spits. Deze vloer ligt op 48 meter. Vanaf de balkons naast de wijzerplaten kan het uitzicht bewonderd worden. Bij helder weer zijn Amersfoort, Utrecht, Almere en Amsterdam goed te zien, bij heel helder weer zelfs de Kop van Zuid in Rotterdam en de hoogovens van IJmuiden. 
De kerk heeft inwendig de moderniseringsgolf uit de jaren 1960 overleefd en staat voorts bekend om zijn uitstekende akoestiek die vaak door de omroepen voor uitzendingen wordt gebruikt.

## Fotogalerij

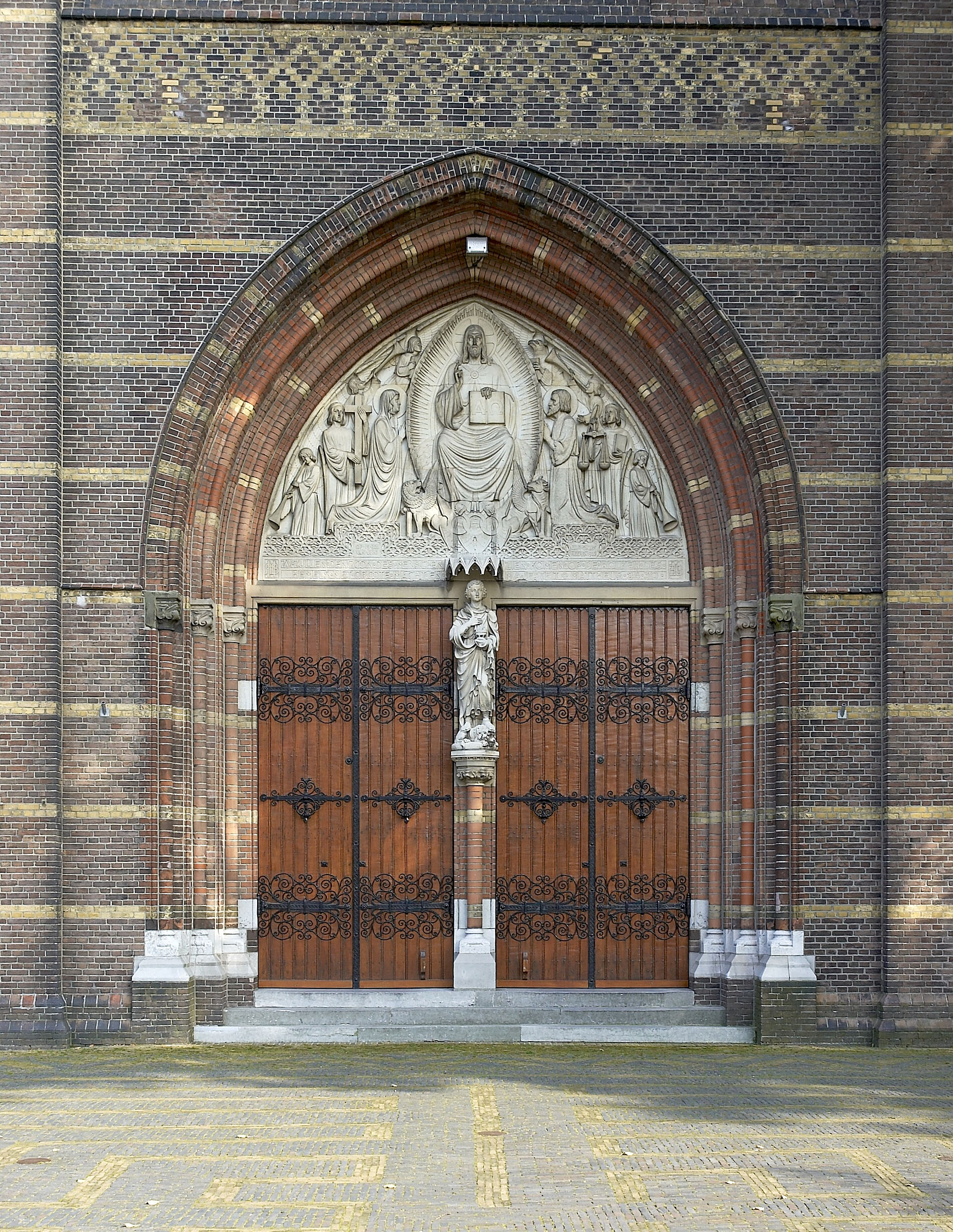
Entree
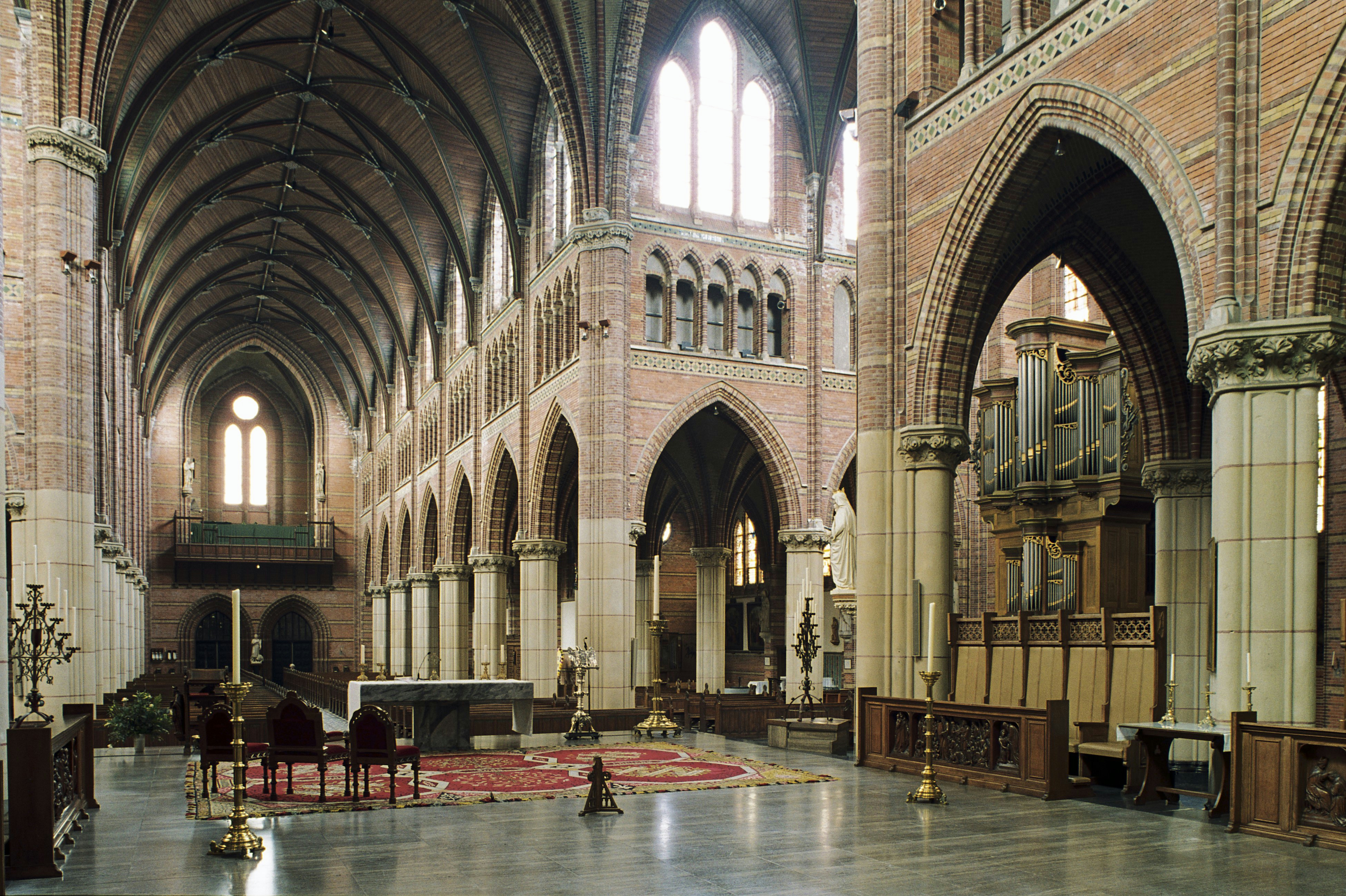
Interieur
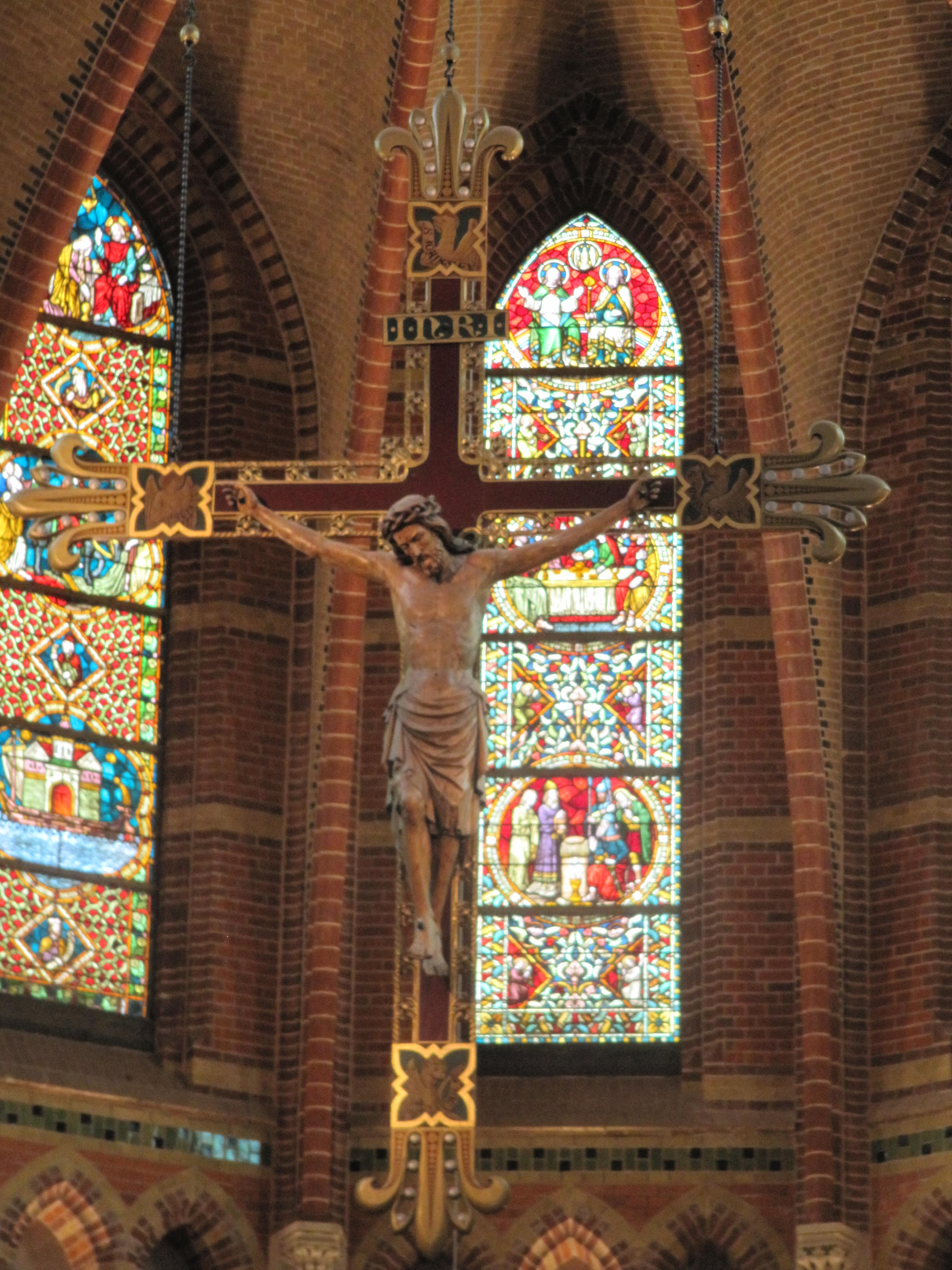
Kruisbeeld
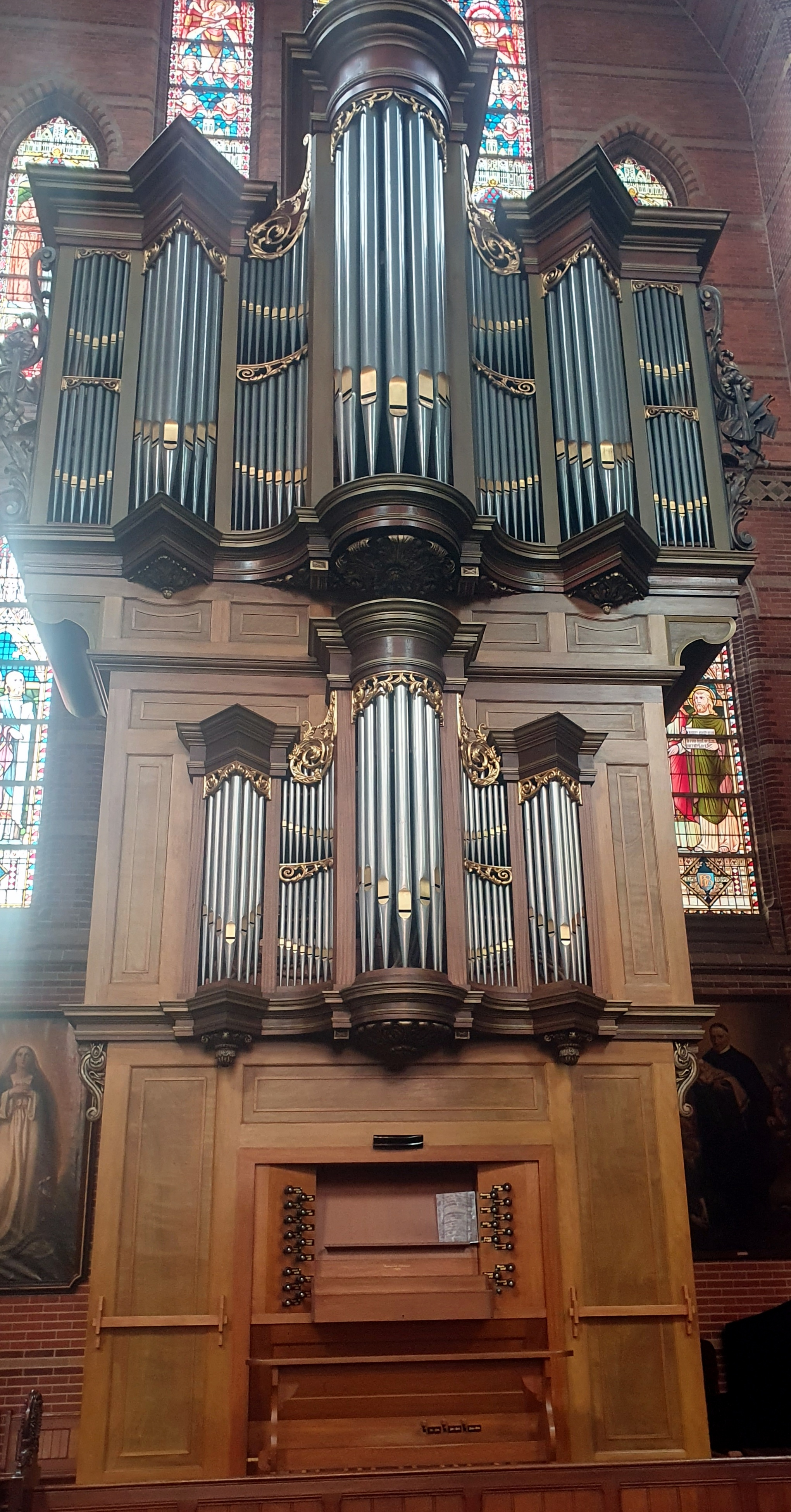
Orgel
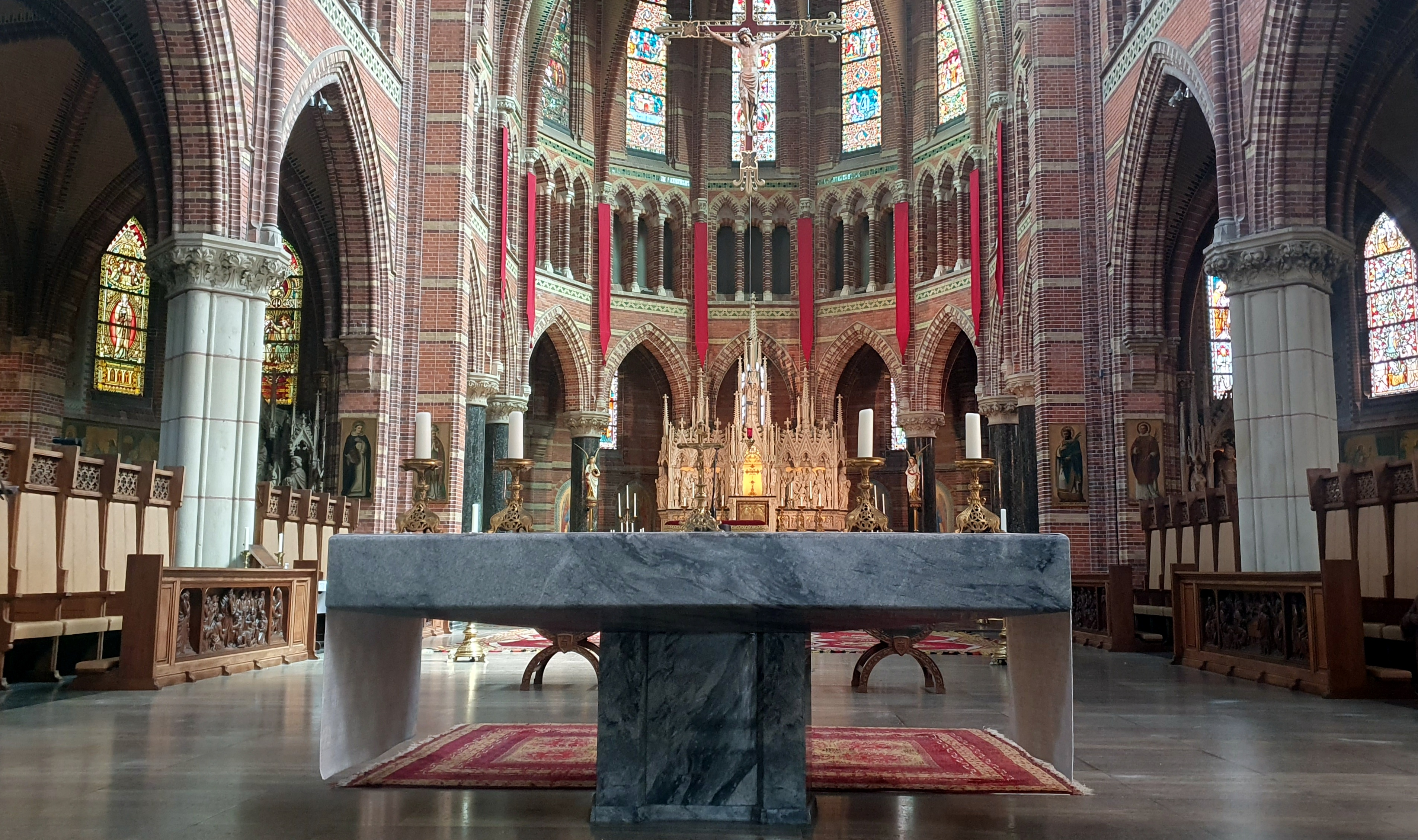
Altaar